# Type-72Z Safir-74
Ne doit pas être confondu avec T-72.
Le Type-72Z Safir-74 est une version du char de combat T-55, très modernisée par les arsenaux iraniens. Le nom Safir-74 s'applique aux T-54 qui ont reçu les mêmes améliorations, et Type T-72z aux Type 59 qui sont dans le même cas.

## Améliorations
Nouveau canon de 105mm M68, apportant meilleures durée de vie, portée, précision et fréquence de tir, et remplacement facile sans retrait de la tourelle. Système de tir EFCS-3 de la compagnie slovène Fontana.
La stabilisation et le tir semi-automatiques augmentent les capacités en déplacement contre des cibles fixes ou mobiles. L'emploi du moteur ukrainien V46-6 de 780 ch augmente la vitesse et l'accélération. La manœuvrabilité et la conduite sont améliorées par une boîte de vitesses utilisable en mode automatique ou semi-automatique.
Tous les éléments du moteur sont rassemblés dans un ensemble nommé "power pack", qui permet des temps de réparation réduits, un démontage et un remontage rapides.   Le blindage réactif augmente la protection contre les armes antichars.

## Utilisateurs
- Iran
- Soudan

## Sources
- (en) Tank description from fas.org
- (en) Defence Industries Organization of Iran
- (en) Global Security report on T-72Z